# Glukonolakton
Glukonolakton, GDL – organiczny związek chemiczny z grupy laktonów, cykliczny ester kwasu D-glukonowego. Jest stosowany jako dodatek do żywności o numerze E575, jako stabilizator, utwardzacz i regulator pH. Czysty GDL ma w formę białego krystalicznego proszku. Występuje naturalnie.
Jest powszechnie stosowany w miodzie, sokach owocowych, lubrykantach i winach. Sam glukonolakton ma odczyn obojętny, ale pod wypływem wody hydrolizuje do kwasu glukonowego, który ma kwaśny odczyn, wzmacnia pikantny smak jedzenia. W organizmie jest metabolizowany do kwas glukonowego, jeden gram GDL daje w przybliżeniu taką samą porcję energii metabolicznej, co gram sacharozy.
Po dodaniu do wody GDL częściowo hydrolizuje do kwasu glukonowego, z którym pozostaje w równowadze. Szybkość hydrolizy wzrasta wraz z temperaturą i zasadowością.